# مخه (استان لهستان بزرگ‌تر)
مخه (به لاتین: Mchy) یک روستا در لهستان است که در گمینا کشانژ ویلکوپولسکی واقع شده‌است. مخه ۶۹۲ نفر جمعیت دارد و ۱۰۰ متر بالاتر از سطح دریا واقع شده‌است.